# Typhlodromus drori
Typhlodromus drori är en spindeldjursart som beskrevs av Grinberg och Amitai 1970. Typhlodromus drori ingår i släktet Typhlodromus och familjen Phytoseiidae. Inga underarter finns listade i Catalogue of Life.